# Animatyzm
Animatyzm - termin ukuty przez R.R. Maretta dla określenia występującej w niektórych kulturach wiary w nadprzyrodzone moce. Moce te są nieożywione i bezosobowe, inaczej niż ma się to w przypadku wierzeń klasyfikowanych jako animizm. Dla przykładu, Melanezyjczycy wierzą w manę, jako moc właściwą wszystkim przedmiotom. Nie ma ona postaci fizycznej, ale może się fizycznie manifestować. W ich systemie wierzeń, wojownik walczy dzielnie w bitwie nie z powodu własnego męstwa, ale dzięki amuletowi zawierającemu manę, który nosi.